# Bernard Lacaze
Pour les articles homonymes, voir Lacaze.
Joseph Jacques Marguerite Bernard Lacaze est un homme politique français né le 9 novembre 1798 à Vic-en-Bigorre (Hautes-Pyrénées) et décédé le 24 février 1874 à Pau (Pyrénées-Atlantiques).

## Biographie
Arrivé aux États-Unis en 1814, il séjourne au Texas, à New York et devient avocat à La Nouvelle-Orléans. Revenu en France, il est avocat à Pau. Libéral, il est conseiller général des Hautes-Pyrénées en 1841, et député des Hautes-Pyrénées de 1848 à 1851, siégeant à droite. Rallié au Second Empire, il est conseiller d’État en 1852 et sénateur de 1866 à 1870.

## Sources
- Ressources relatives à la vie publique :   - base Léonore
  - Sénat
  - Base Sycomore
- « Bernard Lacaze », dans Adolphe Robert et Gaston Cougny, Dictionnaire des parlementaires français, Edgar Bourloton, 1889-1891 [détail de l’édition]